# Alpiner Skiweltcup 2004/05
Die Saison 2004/05 des von der FIS veranstalteten Alpinen Skiweltcups begann am 23. Oktober 2004 in Sölden und endete am 13. März 2005 anlässlich des Weltcup-Finales in Lenzerheide. Bei den Männern wurden 36 Rennen ausgetragen (11 Abfahrten, 7 Super-G, 8 Riesenslaloms, 9 Slaloms). Bei den Frauen waren es 33 Rennen (je 8 Abfahrten, Super-G, Riesenslaloms und Slaloms). Dazu kam je eine Kombination (erstmals in Form einer Super-Kombination veranstaltet).
Der Höhepunkt der Saison waren die Weltmeisterschaften 2005 in Bormio und Santa Caterina.

## Weltcupwertungen

### Gesamt
| Rang | Name                  | Punkte |
| ---- | --------------------- | ------ |
| 01.  | Bode Miller           | 1648   |
| 02.  | Benjamin Raich        | 1454   |
| 03.  | Hermann Maier         | 1295   |
| 04.  | Michael Walchhofer    | 1012   |
| 05.  | Daron Rahlves         | 0984   |
| 06.  | Didier Défago         | 0684   |
| 07.  | Lasse Kjus            | 0580   |
| 08.  | Fritz Strobl          | 0537   |
| 09.  | Kalle Palander        | 0530   |
| 10.  | Hans Grugger          | 0521   |
| 11.  | Marco Büchel          | 0516   |
| 12.  | Thomas Grandi         | 0500   |
| 13.  | Christoph Gruber      | 0487   |
| 14.  | Rainer Schönfelder    | 0485   |
| 15.  | Stephan Görgl         | 0451   |
| 16.  | Mario Scheiber        | 0429   |
| 17.  | Didier Cuche          | 0404   |
| 18.  | Giorgio Rocca         | 0402   |
| 19.  | Manfred Mölgg         | 0398   |
| 20.  | Manfred Pranger       | 0396   |
| 21.  | Aksel Lund Svindal    | 0370   |
| 22.  | Bruno Kernen          | 0357   |
| 23.  | Massimiliano Blardone | 0345   |
| 24.  | Silvan Zurbriggen     | 0344   |
| 25.  | Erik Guay             | 0330   |
| 26.  | Kjetil André Aamodt   | 0311   |
| 27.  | Alois Vogl            | 0310   |
| 28.  | Ambrosi Hoffmann      | 0295   |
| 29.  | Mario Matt            | 0294   |
| 30.  | Peter Fill            | 0266   |
| 31.  | Ivica Kostelić        | 0263   |
| 32.  | Kristian Ghedina      | 0257   |
| 33.  | Werner Franz          | 0254   |
| 34.  | André Myhrer          | 0247   |
| 35.  | Andreas Schifferer    | 0246   |
| 36.  | Alessandro Fattori    | 0241   |
| 37.  | Markus Larsson        | 0220   |
| 38.  | Davide Simoncelli     | 0207   |
| 39.  | Fredrik Nyberg        | 0203   |
| 40.  | Antoine Dénériaz      | 0202   |
| 41.  | Kurt Sulzenbacher     | 0200   |
| 42.  | Jürg Grünenfelder     | 0188   |
| 43.  | Patrik Järbyn         | 0179   |
| 44.  | Joël Chenal           | 0164   |
| 45.  | Tobias Grünenfelder   | 0157   |
| 46.  | Klaus Kröll           | 0155   |
| 47.  | François Bourque      | 0153   |
| 48.  | Jean-Pierre Vidal     | 0152   |
| 49.  | Akira Sasaki          | 0151   |
| 50.  | Max Rauffer           | 149    |

| Rang | Name                   | Punkte |
| ---- | ---------------------- | ------ |
| 51.  | Pierrick Bourgeat      | 141    |
| 52.  | Bjarne Solbakken       | 130    |
| 53.  | Daniel Albrecht        | 134    |
| 54.  | Erik Schlopy           | 118    |
| 55.  | Michael Janyk          | 113    |
| 56.  | Johan Brolenius        | 112    |
| 57.  | Truls Ove Karlsen      | 110    |
| 58.  | Patrick Thaler         | 104    |
| 59.  | Giancarlo Bergamelli   | 103    |
| 60.  | Kentarō Minagawa       | 101    |
| 61.  | Kurt Engl              | 099    |
| 062. | Ted Ligety             | 089    |
| 062. | Finlay Mickel          | 089    |
| 64.  | Bryon Friedman         | 088    |
| 64.  | Aleš Gorza             | 088    |
| 64.  | Jean-Philippe Roy      | 088    |
| 67.  | Mirko Deflorian        | 085    |
| 67.  | Florian Eckert         | 085    |
| 69.  | Dane Spencer           | 083    |
| 70.  | Yannick Bertrand       | 081    |
| 71.  | Tom Rothrock           | 077    |
| 72.  | Mitja Dragšič          | 075    |
| 73.  | Lucas Senoner          | 070    |
| 74.  | Frédéric Covili        | 067    |
| 74.  | Patrick Staudacher     | 067    |
| 76.  | Patrick Biggs          | 066    |
| 77.  | Konrad Hari            | 065    |
| 78.  | Kilian Albrecht        | 064    |
| 78.  | Martin Marinac         | 064    |
| 80.  | Norbert Holzknecht     | 061    |
| 80.  | Matthias Lanzinger     | 061    |
| 82.  | Arnold Rieder          | 060    |
| 83.  | Felix Neureuther       | 056    |
| 84.  | Cristian Deville       | 055    |
| 85.  | Jure Košir             | 053    |
| 86.  | Gauthier de Tessières  | 051    |
| 87.  | Alberto Schieppati     | 049    |
| 88.  | Hans Knauß             | 045    |
| 89.  | Andrej Šporn           | 044    |
| 90.  | Niklas Rainer          | 043    |
| 91.  | Jan Hudec              | 042    |
| 92.  | Paul Accola            | 041    |
| 93.  | Jeff Hume              | 040    |
| 93.  | Manuel Osborne-Paradis | 040    |
| 95.  | Jukka Leino            | 038    |
| 95.  | Hannes Reichelt        | 038    |
| 97.  | Marc Berthod           | 036    |
| 098. | Kjetil Jansrud         | 35     |
| 098. | David Poisson          | 35     |

| Rang | Name                     | Punkte |
| ---- | ------------------------ | ------ |
| 100. | Pierre-Emmanuel Dalcin   | 31     |
| 100. | John Kucera              | 31     |
| 100. | Mitja Valenčič           | 31     |
| 103. | Andreas Nilsen           | 30     |
| 103. | Ryan Semple              | 30     |
| 105. | Hannes Paul Schmid       | 27     |
| 106. | Reinfried Herbst         | 26     |
| 106. | Stéphane Tissot          | 26     |
| 108. | Jimmy Cochran            | 25     |
| 108. | Sébastien Fournier-Bidoz | 25     |
| 108. | Stefan Thanei            | 25     |
| 111. | Andrej Jerman            | 24     |
| 112. | Martin Hansson           | 23     |
| 113. | Drago Grubelnik          | 21     |
| 114. | Scott Macartney          | 20     |
| 114. | Sami Uotila              | 20     |
| 116. | Chip Knight              | 18     |
| 116. | Alexander Ploner         | 18     |
| 116. | Jukka Rajala             | 18     |
| 116. | Freddy Rech              | 18     |
| 116. | Georg Streitberger       | 18     |
| 121. | Nicolas Burtin           | 17     |
| 122. | Thomas Graggaber         | 16     |
| 122. | Michael Gufler           | 16     |
| 122. | Alessandro Roberto       | 16     |
| 125. | Andreas Buder            | 15     |
| 126. | Ondřej Bank              | 14     |
| 126. | Mitja Kunc               | 14     |
| 128. | Alex Antor               | 13     |
| 128. | Hans Petter Buraas       | 13     |
| 128. | Roland Fischnaller       | 13     |
| 131. | Andreas Ertl             | 12     |
| 132. | Christoph Kornberger     | 10     |
| 132. | Naoki Yuasa              | 10     |
| 134. | Sébastien Amiez          | 09     |
| 134. | Bernard Vajdič           | 09     |
| 136. | Thomas Fanara            | 08     |
| 136. | Werner Heel              | 08     |
| 136. | Tom Stiansen             | 08     |
| 139. | Justin Johnson           | 07     |
| 139. | Ole Magnus Kulbeck       | 07     |
| 139. | Rishū Okada              | 07     |
| 142. | Daniel Züger             | 06     |
| 143. | Christian Mayer          | 05     |
| 144. | Alain Baxter             | 04     |
| 145. | Cornel Züger             | 03     |
| 146. | AJ Bear                  | 01     |
| 146. | Claude Crétier           | 01     |

| Rang | Name                  | Punkte |
| ---- | --------------------- | ------ |
| 01.  | Anja Pärson           | 1359   |
| 02.  | Janica Kostelić       | 1356   |
| 03.  | Renate Götschl        | 1164   |
| 04.  | Michaela Dorfmeister  | 1122   |
| 05.  | Tanja Poutiainen      | 1039   |
| 06.  | Lindsey Kildow        | 0914   |
| 07.  | Hilde Gerg            | 0799   |
| 08.  | Marlies Schild        | 0669   |
| 09.  | Julia Mancuso         | 0659   |
| 10.  | Tina Maze             | 0650   |
| 11.  | Martina Ertl          | 0645   |
| 12.  | Elisabeth Görgl       | 0511   |
| 13.  | Ingrid Jacquemod      | 0502   |
| 14.  | Nicole Hosp           | 0492   |
| 15.  | Kristina Koznick      | 0432   |
| 16.  | Alexandra Meissnitzer | 0428   |
| 17.  | Sarah Schleper        | 0423   |
| 18.  | Carole Montillet      | 0410   |
| 19.  | María José Rienda     | 0384   |
| 20.  | Emily Brydon          | 0341   |
| 21.  | Isolde Kostner        | 0289   |
| 22.  | Caroline Lalive       | 0286   |
| 23.  | Geneviève Simard      | 0284   |
| 24.  | Sonja Nef             | 0275   |
| 25.  | Karen Putzer          | 0265   |
| 25.  | Lucia Recchia         | 0265   |
| 27.  | Sylviane Berthod      | 0263   |
| 28.  | Petra Haltmayr        | 0258   |
| 29.  | Silvia Berger         | 0241   |
| 30.  | Kirsten Lee Clark     | 0239   |
| 31.  | Katja Wirth           | 0227   |
| 32.  | Monika Bergmann       | 0216   |
| 33.  | Brigitte Obermoser    | 0213   |
| 34.  | Anna Ottosson         | 0212   |
| 35.  | Manuela Mölgg         | 0203   |
| 36.  | Kathrin Zettel        | 0193   |
| 37.  | Nadia Fanchini        | 0185   |
| 37.  | Veronika Zuzulová     | 0185   |
| 39.  | Nika Fleiss           | 0183   |
| 40.  | Allison Forsyth       | 0175   |
| 41.  | Nadia Styger          | 0174   |
| 42.  | Šárka Záhrobská       | 0172   |

| Rang | Name                    | Punkte |
| ---- | ----------------------- | ------ |
| 43.  | Maria Riesch            | 168    |
| 44.  | Janette Hargin          | 166    |
| 45.  | Resi Stiegler           | 164    |
| 46.  | Nicole Gius             | 146    |
| 47.  | Laure Pequegnot         | 144    |
| 48.  | Sabine Egger            | 137    |
| 48.  | Christel Pascal         | 137    |
| 50.  | Annemarie Gerg          | 132    |
| 51.  | Fränzi Aufdenblatten    | 131    |
| 51.  | Ana Jelušić             | 131    |
| 53.  | Florine de Leymarie     | 130    |
| 54.  | Eveline Rohregger       | 124    |
| 55.  | Kelly VanderBeek        | 121    |
| 56.  | Daniela Ceccarelli      | 119    |
| 57.  | Bryna McCarty           | 105    |
| 58.  | Michaela Kirchgasser    | 103    |
| 59.  | Marlies Oester          | 096    |
| 60.  | Gail Kelly              | 092    |
| 60.  | Henna Raita             | 092    |
| 62.  | Therese Borssén         | 088    |
| 63.  | Maria Pietilä Holmner   | 083    |
| 64.  | Jonna Mendes            | 082    |
| 65.  | Jessica Lindell-Vikarby | 073    |
| 66.  | Karina Birkelund        | 071    |
| 67.  | Brigitte Acton          | 068    |
| 68.  | Andrea Fischbacher      | 065    |
| 69.  | Line Viken              | 058    |
| 70.  | Martina Lechner         | 057    |
| 71.  | Astrid Vierthaler       | 053    |
| 72.  | Karin Blaser            | 045    |
| 73.  | Barbara Kleon           | 043    |
| 73.  | Magda Mattel            | 043    |
| 75.  | Elena Fanchini          | 042    |
| 76.  | Karin Truppe            | 032    |
| 77.  | Britt Janyk             | 031    |
| 78.  | Chemmy Alcott           | 030    |
| 78.  | Libby Ludlow            | 030    |
| 80.  | Isabelle Huber          | 026    |
| 81.  | Vanessa Vidal           | 025    |
| 82.  | Annalisa Ceresa         | 024    |
| 82.  | Angelika Grüner         | 024    |
| 82.  | Carolina Ruiz Castillo  | 024    |

| Rang | Name                       | Punkte |
| ---- | -------------------------- | ------ |
| 085. | Marion Rolland             | 22     |
| 086. | Lisa Bremseth              | 20     |
| 087. | Silke Bachmann             | 19     |
| 087. | Monika Dumermuth           | 19     |
| 089. | Kathrin Wilhelm            | 18     |
| 090. | Chiara Costazza            | 16     |
| 090. | Sophie Splawinski          | 16     |
| 090. | Mélanie Turgeon            | 16     |
| 093. | Kaylin Richardson          | 15     |
| 094. | Catherine Borghi           | 14     |
| 094. | Katarzyna Karasińska       | 14     |
| 096. | Julie Duvillard            | 13     |
| 096. | Marie Marchand-Arvier      | 13     |
| 096. | Mojca Suhadolc             | 13     |
| 096. | Petra Zakouřilová          | 13     |
| 100. | Andrine Flemmen            | 12     |
| 101. | Macarena Simari Birkner    | 11     |
| 102. | Anja Blieninger            | 10     |
| 102. | Lauren Ross                | 10     |
| 102. | Christine Sponring         | 10     |
| 105. | Ella Alpiger               | 09     |
| 105. | Jelena Lolović             | 09     |
| 107. | Selina Heregger            | 07     |
| 107. | Anne-Marie LeFrançois      | 07     |
| 107. | Magdalena Planatscher      | 07     |
| 110. | Ana Drev                   | 06     |
| 110. | Urška Rabič                | 06     |
| 112. | Carmen Casanova            | 05     |
| 112. | Sherry Lawrence            | 05     |
| 112. | Sofie Olofsson             | 05     |
| 115. | Regina Häusl               | 04     |
| 115. | Noriyo Hiroi               | 04     |
| 115. | Laurence Lazier            | 04     |
| 115. | Karine Meilleur            | 04     |
| 115. | Martina Schild             | 04     |
| 115. | Verena Stuffer             | 04     |
| 115. | Daniela Zeiser             | 04     |
| 122. | Tanja Pieren               | 03     |
| 122. | María Belén Simari Birkner | 03     |
| 124. | Wendy Siorpaes             | 02     |

### Abfahrt
| Rang | Athlet             | Punkte |
| ---- | ------------------ | ------ |
| 1    | Michael Walchhofer | 681    |
| 2    | Bode Miller        | 618    |
| 3    | Hermann Maier      | 451    |
| 4    | Daron Rahlves      | 444    |
| 5    | Hans Grugger       | 418    |
| 6    | Fritz Strobl       | 379    |
| 7    | Werner Franz       | 254    |
| 8    | Mario Scheiber     | 247    |
| 9    | Christoph Gruber   | 242    |
| 10   | Marco Büchel       | 237    |
| 11   | Bruno Kernen       | 228    |
| 12   | Kristian Ghedina   | 225    |
| 13   | Kurt Sulzenbacher  | 200    |
| 14   | Erik Guay          | 187    |
| 15   | Didier Défago      | 185    |
| 16   | Ambrosi Hoffmann   | 173    |
| 17   | Antoine Dénériaz   | 168    |
| 18   | Lasse Kjus         | 163    |
| 19   | Peter Fill         | 159    |
| 20   | Klaus Kröll        | 155    |
| 21   | Didier Cuche       | 154    |
| 22   | Silvan Zurbriggen  | 153    |
| 23   | Jürg Grünenfelder  | 152    |
| 24   | Alessandro Fattori | 149    |
| 25   | Max Rauffer        | 143    |

| Rang | Athletin                | Punkte |
| ---- | ----------------------- | ------ |
| 1    | Renate Götschl          | 567    |
| 2    | Hilde Gerg              | 495    |
| 3    | Michaela Dorfmeister    | 432    |
| 4    | Janica Kostelić         | 387    |
| 5    | Lindsey Kildow          | 384    |
| 6    | Ingrid Jacquemod        | 298    |
| 7    | Carole Montillet        | 284    |
| 8    | Anja Pärson             | 209    |
| 9    | Sylviane Berthod        | 207    |
| 10   | Julia Mancuso           | 170    |
| 11   | Caroline Lalive         | 166    |
| 12   | Emily Brydon            | 155    |
| 13   | Petra Haltmayr          | 154    |
| 14   | Isolde Kostner          | 150    |
| 15   | Kirsten Lee Clark       | 148    |
| 16   | Janette Hargin          | 115    |
| 17   | Brigitte Obermoser      | 112    |
| 18   | Katja Wirth             | 108    |
| 19   | Daniela Ceccarelli      | 103    |
| 20   | Nadia Styger            | 90     |
| 21   | Alexandra Meissnitzer   | 85     |
| 22   | Fränzi Aufdenblatten    | 67     |
| 23   | Bryna McCarty           | 59     |
| 24   | Jessica Lindell-Vikarby | 53     |
| 24   | Astrid Vierthaler       | 53     |

### Super-G
| Rang | Athlet              | Punkte |
| ---- | ------------------- | ------ |
| 1    | Bode Miller         | 470    |
| 2    | Hermann Maier       | 453    |
| 3    | Daron Rahlves       | 362    |
| 4    | Didier Défago       | 286    |
| 5    | Michael Walchhofer  | 265    |
| 6    | Benjamin Raich      | 262    |
| 7    | Stephan Görgl       | 245    |
| 8    | Marco Büchel        | 198    |
| 9    | Mario Scheiber      | 166    |
| 10   | Fritz Strobl        | 158    |
| 11   | Aksel Lund Svindal  | 156    |
| 12   | Christoph Gruber    | 151    |
| 13   | Tobias Grünenfelder | 135    |
| 14   | Kjetil André Aamodt | 134    |
| 15   | Erik Guay           | 131    |
| 16   | François Bourque    | 129    |
| 17   | Hans Grugger        | 103    |
| 18   | Ambrosi Hoffmann    | 93     |
| 19   | Alessandro Fattori  | 92     |
| 20   | Andreas Schifferer  | 87     |
| 21   | Bruno Kernen        | 82     |
| 22   | Lasse Kjus          | 70     |
| 23   | Patrik Järbyn       | 62     |
| 23   | Florian Eckert      | 62     |
| 25   | Matthias Lanzinger  | 61     |

| Rang | Athletin              | Punkte |
| ---- | --------------------- | ------ |
| 1    | Michaela Dorfmeister  | 493    |
| 2    | Renate Götschl        | 416    |
| 3    | Lindsey Kildow        | 396    |
| 4    | Anja Pärson           | 359    |
| 5    | Hilde Gerg            | 296    |
| 6    | Alexandra Meissnitzer | 276    |
| 7    | Janica Kostelić       | 257    |
| 8    | Lucia Recchia         | 240    |
| 9    | Tina Maze             | 236    |
| 10   | Martina Ertl          | 224    |
| 11   | Silvia Berger         | 198    |
| 12   | Elisabeth Görgl       | 137    |
| 13   | Julia Mancuso         | 136    |
| 14   | Isolde Kostner        | 133    |
| 15   | Ingrid Jacquemod      | 131    |
| 16   | Carole Montillet      | 126    |
| 17   | Katja Wirth           | 119    |
| 18   | Nadia Fanchini        | 110    |
| 19   | Emily Brydon          | 109    |
| 20   | Petra Haltmayr        | 104    |
| 21   | Kelly VanderBeek      | 94     |
| 22   | Caroline Lalive       | 91     |
| 23   | Brigitte Obermoser    | 91     |
| 24   | Kirsten Clark         | 82     |
| 25   | Marlies Schild        | 80     |

### Riesenslalom
| Rang | Athlet                | Punkte |
| ---- | --------------------- | ------ |
| 1    | Benjamin Raich        | 423    |
| 2    | Bode Miller           | 420    |
| 3    | Thomas Grandi         | 366    |
| 4    | Hermann Maier         | 362    |
| 5    | Massimiliano Blardone | 345    |
| 6    | Kalle Palander        | 303    |
| 7    | Lasse Kjus            | 258    |
| 8    | Davide Simoncelli     | 207    |
| 9    | Stephan Görgl         | 206    |
| 10   | Fredrik Nyberg        | 203    |
| 11   | Didier Cuche          | 198    |
| 12   | Daron Rahlves         | 178    |
| 13   | Joël Chenal           | 164    |
| 14   | Didier Défago         | 153    |
| 15   | Manfred Mölgg         | 142    |
| 16   | Erik Schlopy          | 108    |
| 17   | Aksel Lund Svindal    | 96     |
| 18   | Aleš Gorza            | 88     |
| 19   | Mirko Deflorian       | 85     |
| 20   | Dane Spencer          | 83     |
| 21   | Rainer Schönfelder    | 77     |
| 22   | Marco Büchel          | 70     |
| 23   | Frédéric Covili       | 67     |
| 24   | Jean-Philippe Roy     | 64     |
| 25   | Michael Walchhofer    | 60     |

| Rang | Athletin             | Punkte |
| ---- | -------------------- | ------ |
| 1    | Tanja Poutiainen     | 461    |
| 2    | Anja Pärson          | 410    |
| 3    | María José Rienda    | 384    |
| 4    | Tina Maze            | 366    |
| 5    | Geneviève Simard     | 241    |
| 6    | Nicole Hosp          | 238    |
| 7    | Martina Ertl         | 230    |
| 7    | Julia Mancuso        | 230    |
| 9    | Karen Putzer         | 226    |
| 10   | Elisabeth Görgl      | 225    |
| 11   | Janica Kostelić      | 212    |
| 12   | Michaela Dorfmeister | 181    |
| 13   | Anna Ottosson        | 173    |
| 14   | Allison Forsyth      | 152    |
| 15   | Marlies Schild       | 150    |
| 16   | Renate Götschl       | 145    |
| 17   | Sonja Nef            | 135    |
| 18   | Kathrin Zettel       | 98     |
| 19   | Gail Kelly           | 92     |
| 20   | Eveline Rohregger    | 86     |
| 20   | Sarah Schleper       | 86     |
| 22   | Nicole Gius          | 85     |
| 23   | Kristina Koznick     | 77     |
| 24   | Ingrid Jacquemod     | 73     |
| 25   | Michaela Kirchgasser | 70     |

### Slalom
| Rang | Athlet               | Punkte |
| ---- | -------------------- | ------ |
| 1    | Benjamin Raich       | 552    |
| 2    | Rainer Schönfelder   | 408    |
| 3    | Manfred Pranger      | 396    |
| 4    | Giorgio Rocca        | 390    |
| 5    | Alois Vogl           | 310    |
| 6    | Mario Matt           | 294    |
| 7    | Ivica Kostelić       | 263    |
| 8    | Manfred Mölgg        | 256    |
| 9    | André Myhrer         | 247    |
| 10   | Kalle Palander       | 227    |
| 11   | Markus Larsson       | 191    |
| 12   | Silvan Zurbriggen    | 170    |
| 13   | Jean-Pierre Vidal    | 152    |
| 14   | Akira Sasaki         | 144    |
| 15   | Bode Miller          | 140    |
| 16   | Thomas Grandi        | 134    |
| 17   | Michael Janyk        | 113    |
| 18   | Johan Brolenius      | 112    |
| 19   | Patrick Thaler       | 104    |
| 20   | Giancarlo Bergamelli | 103    |
| 21   | Kentarō Minagawa     | 101    |
| 22   | Kurt Engl            | 99     |
| 23   | Ted Ligety           | 89     |
| 24   | Truls Ove Karlsen    | 78     |
| 25   | Tom Rothrock         | 77     |

| Rang | Athletin            | Punkte |
| ---- | ------------------- | ------ |
| 1    | Tanja Poutiainen    | 570    |
| 2    | Janica Kostelić     | 400    |
| 3    | Marlies Schild      | 376    |
| 4    | Kristina Koznick    | 355    |
| 5    | Sarah Schleper      | 337    |
| 6    | Anja Pärson         | 301    |
| 7    | Nicole Hosp         | 204    |
| 8    | Monika Bergmann     | 194    |
| 9    | Veronika Zuzulová   | 185    |
| 10   | Nika Fleiss         | 183    |
| 11   | Šárka Záhrobská     | 158    |
| 12   | Martina Ertl        | 152    |
| 13   | Laure Pequegnot     | 144    |
| 14   | Sonja Nef           | 140    |
| 15   | Sabine Egger        | 137    |
| 15   | Christel Pascal     | 137    |
| 17   | Manuela Mölgg       | 135    |
| 18   | Florine de Leymarie | 130    |
| 19   | Resi Stiegler       | 124    |
| 20   | Ana Jelušić         | 121    |
| 21   | Annemarie Gerg      | 108    |
| 22   | Elisabeth Görgl     | 99     |
| 23   | Kathrin Zettel      | 95     |
| 24   | Henna Raita         | 92     |
| 25   | Therese Borssén     | 88     |

### Kombination
| Rang | Athlet              | Punkte |
| ---- | ------------------- | ------ |
| 1    | Benjamin Raich      | 100    |
| 2    | Lasse Kjus          | 80     |
| 3    | Didier Défago       | 60     |
| 4    | Daniel Albrecht     | 50     |
| 5    | Kjetil André Aamodt | 45     |
| 6    | Pierrick Bourgeat   | 40     |
| 7    | Christoph Gruber    | 36     |
| 8    | Peter Fill          | 32     |
| 9    | Markus Larsson      | 29     |
| 9    | Hermann Maier       | 29     |

| Rang | Athletin        | Punkte |
| ---- | --------------- | ------ |
| 1    | Janica Kostelić | 100    |
| 2    | Anja Pärson     | 80     |
| 3    | Emily Brydon    | 60     |
| 4    | Nicole Hosp     | 50     |
| 5    | Lindsey Kildow  | 45     |
| 6    | Julia Mancuso   | 40     |
| 7    | Renate Götschl  | 36     |
| 8    | Resi Stiegler   | 32     |
| 9    | Marlies Schild  | 29     |
| 10   | Brigitte Acton  | 26     |

## Podestplatzierungen Herren

### Abfahrt
| Datum      | Ort                          | 1. Platz                                                                     | 2. Platz                                                                     | 3. Platz                                                                     |
| ---------- | ---------------------------- | ---------------------------------------------------------------------------- | ---------------------------------------------------------------------------- | ---------------------------------------------------------------------------- |
| 27.11.2004 | Lake Louise (CAN)            | Bode Miller                                                                  | Antoine Dénériaz                                                             | Michael Walchhofer                                                           |
| 03.12.2004 | Beaver Creek (USA)           | Bode Miller                                                                  | Daron Rahlves                                                                | Michael Walchhofer                                                           |
| 11.12.2004 | Val-d’Isère (FRA)            | Werner Franz                                                                 | Marco Büchel                                                                 | Michael Walchhofer                                                           |
| 18.12.2004 | Gröden (ITA)                 | Max Rauffer                                                                  | Jürg Grünenfelder                                                            | Hans Grugger                                                                 |
| 29.12.2004 | Bormio (ITA)                 | Hans Grugger                                                                 | Michael Walchhofer                                                           | Fritz Strobl                                                                 |
| 08.01.2005 | Chamonix (FRA)               | Hans Grugger                                                                 | Kristian Ghedina                                                             | Michael Walchhofer                                                           |
| 15.01.2005 | Wengen (SUI)                 | Michael Walchhofer                                                           | Christoph Gruber                                                             | Bode Miller                                                                  |
| 22.01.2005 | Kitzbühel (AUT)              | Rennen abgesagt. Ersatzrennen am 18. Februar 2005 in Garmisch-Partenkirchen. | Rennen abgesagt. Ersatzrennen am 18. Februar 2005 in Garmisch-Partenkirchen. | Rennen abgesagt. Ersatzrennen am 18. Februar 2005 in Garmisch-Partenkirchen. |
| 18.02.2005 | Garmisch-Partenkirchen (GER) | Michael Walchhofer                                                           | Hermann Maier                                                                | Bode Miller                                                                  |
| 19.02.2005 | Garmisch-Partenkirchen (GER) | Michael Walchhofer                                                           | Mario Scheiber                                                               | Fritz Strobl                                                                 |
| 05.03.2005 | Kvitfjell (NOR)              | Hermann Maier                                                                | Mario Scheiber                                                               | Ambrosi Hoffmann                                                             |
| 10.03.2005 | Lenzerheide (SUI)            | Lasse Kjus                                                                   | Bode Miller                                                                  | Fritz Strobl                                                                 |

### Super-G
| Datum      | Ort                          | 1. Platz                                                         | 2. Platz                                                         | 3. Platz                                                         |
| ---------- | ---------------------------- | ---------------------------------------------------------------- | ---------------------------------------------------------------- | ---------------------------------------------------------------- |
| 28.11.2004 | Lake Louise (CAN)            | Bode Miller                                                      | Hermann Maier                                                    | Michael Walchhofer                                               |
| 02.12.2004 | Beaver Creek (USA)           | Stephan Görgl                                                    | Bode Miller                                                      | Mario Scheiber                                                   |
| 17.12.2004 | Gröden (ITA)                 | Michael Walchhofer                                               | Hermann Maier                                                    | Benjamin Raich                                                   |
| 21.01.2005 | Kitzbühel (AUT)              | Rennen wegen Schlechtwetters auf den 24. Januar 2005 verschoben. | Rennen wegen Schlechtwetters auf den 24. Januar 2005 verschoben. | Rennen wegen Schlechtwetters auf den 24. Januar 2005 verschoben. |
| 24.01.2005 | Kitzbühel (AUT)              | Hermann Maier                                                    | Daron Rahlves                                                    | Fritz Strobl                                                     |
| 20.02.2005 | Garmisch-Partenkirchen (GER) | Christoph Gruber                                                 | Didier Défago                                                    | François Bourque                                                 |
| 06.03.2005 | Kvitfjell (NOR)              | Hermann Maier                                                    | Didier Défago                                                    | Daron Rahlves                                                    |
| 11.03.2005 | Lenzerheide (SUI)            | Bode Miller Daron Rahlves                                        |                                                                  | Stephan Görgl                                                    |

### Riesenslalom
| Datum      | Ort                 | 1. Platz              | 2. Platz              | 3. Platz                   |
| ---------- | ------------------- | --------------------- | --------------------- | -------------------------- |
| 24.10.2004 | Sölden (AUT)        | Bode Miller           | Massimiliano Blardone | Kalle Palander             |
| 04.12.2004 | Beaver Creek (USA)  | Lasse Kjus            | Hermann Maier         | Benjamin Raich             |
| 12.12.2004 | Val-d’Isère (FRA)   | Bode Miller           | Lasse Kjus            | Hermann Maier              |
| 19.12.2004 | Alta Badia (ITA)    | Thomas Grandi         | Benjamin Raich        | Didier Cuche Hermann Maier |
| 21.12.2004 | Flachau (AUT)       | Thomas Grandi         | Didier Cuche          | Bode Miller                |
| 11.01.2005 | Adelboden (SUI)     | Massimiliano Blardone | Bode Miller           | Kalle Palander             |
| 26.02.2005 | Kranjska Gora (SLO) | Benjamin Raich        | Hermann Maier         | Kalle Palander             |
| 12.03.2005 | Lenzerheide (SUI)   | Stephan Görgl         | Bode Miller           | Benjamin Raich             |

### Slalom
| Datum      | Ort                 | 1. Platz        | 2. Platz           | 3. Platz           |
| ---------- | ------------------- | --------------- | ------------------ | ------------------ |
| 05.12.2004 | Beaver Creek (USA)  | Benjamin Raich  | Giorgio Rocca      | Rainer Schönfelder |
| 13.12.2004 | Sestriere (ITA)     | Bode Miller     | Silvan Zurbriggen  | Kalle Palander     |
| 22.12.2004 | Flachau (AUT)       | Giorgio Rocca   | Rainer Schönfelder | Alois Vogl         |
| 09.01.2005 | Chamonix (FRA)      | Giorgio Rocca   | Benjamin Raich     | Markus Larsson     |
| 16.01.2005 | Wengen (SUI)        | Alois Vogl      | Ivica Kostelić     | Benjamin Raich     |
| 23.01.2005 | Kitzbühel (AUT)     | Manfred Pranger | Mario Matt         | Ivica Kostelić     |
| 25.01.2005 | Schladming (AUT)    | Manfred Pranger | Benjamin Raich     | André Myhrer       |
| 27.02.2005 | Kranjska Gora (SLO) | Giorgio Rocca   | André Myhrer       | Benjamin Raich     |
| 13.03.2005 | Lenzerheide (SUI)   | Mario Matt      | Alois Vogl         | Rainer Schönfelder |

### Kombination
| Datum          | Ort             | 1. Platz                                               | 2. Platz                                               | 3. Platz                                               |
| -------------- | --------------- | ------------------------------------------------------ | ------------------------------------------------------ | ------------------------------------------------------ |
| 14.01.2005     | Wengen (SUI) *  | Benjamin Raich                                         | Lasse Kjus                                             | Didier Défago                                          |
| 22./23.01.2005 | Kitzbühel (AUT) | Keine Wertung aufgrund der Absage des Abfahrtsrennens. | Keine Wertung aufgrund der Absage des Abfahrtsrennens. | Keine Wertung aufgrund der Absage des Abfahrtsrennens. |

## Podestplatzierungen Damen

### Abfahrt
| Datum      | Ort                     | 1. Platz             | 2. Platz         | 3. Platz         |
| ---------- | ----------------------- | -------------------- | ---------------- | ---------------- |
| 03.12.2004 | Lake Louise (CAN)       | Lindsey Kildow       | Carole Montillet | Hilde Gerg       |
| 04.12.2004 | Lake Louise (CAN)       | Hilde Gerg           | Renate Götschl   | Carole Montillet |
| 06.01.2005 | Santa Caterina (ITA)    | Michaela Dorfmeister | Lindsey Kildow   | Hilde Gerg       |
| 07.01.2005 | Santa Caterina (ITA)    | Ingrid Jacquemod     | Renate Götschl   | Carole Montillet |
| 15.01.2005 | Cortina d’Ampezzo (ITA) | Renate Götschl       | Janica Kostelić  | Lindsey Kildow   |
| 16.01.2005 | Cortina d’Ampezzo (ITA) | Michaela Dorfmeister | Renate Götschl   | Hilde Gerg       |
| 26.02.2005 | San Sicario (ITA)       | Anja Pärson          | Janica Kostelić  | Hilde Gerg       |
| 10.03.2005 | Lenzerheide (SUI)       | Renate Götschl       | Ingrid Jacquemod | Hilde Gerg       |

### Super-G
| Datum      | Ort                     | 1. Platz              | 2. Platz              | 3. Platz                       |
| ---------- | ----------------------- | --------------------- | --------------------- | ------------------------------ |
| 05.12.2004 | Lake Louise (CAN)       | Michaela Dorfmeister  | Renate Götschl        | Lindsey Kildow                 |
| 11.12.2004 | Zauchensee (AUT)        | Alexandra Meissnitzer | Lucia Recchia         | Tina Maze                      |
| 21.12.2004 | St. Moritz (SUI)        | Hilde Gerg            | Lindsey Kildow        | Maria Riesch                   |
| 12.01.2005 | Cortina d’Ampezzo (ITA) | Renate Götschl        | Anja Pärson           | Martina Ertl                   |
| 14.01.2005 | Cortina d’Ampezzo (ITA) | Renate Götschl        | Lindsey Kildow        | Silvia Berger                  |
| 19.02.2005 | Åre (SWE)               | Michaela Dorfmeister  | Alexandra Meissnitzer | Lucia Recchia                  |
| 25.02.2005 | San Sicario (ITA)       | Anja Pärson           | Isolde Kostner        | Michaela Dorfmeister Tina Maze |
| 11.03.2005 | Lenzerheide (SUI)       | Michaela Dorfmeister  | Marlies Schild        | Anja Pärson                    |

### Riesenslalom
| Datum      | Ort                  | 1. Platz          | 2. Platz         | 3. Platz          |
| ---------- | -------------------- | ----------------- | ---------------- | ----------------- |
| 23.10.2004 | Sölden (AUT)         | Anja Pärson       | Tanja Poutiainen | María José Rienda |
| 26.11.2004 | Aspen (USA)          | Tanja Poutiainen  | Anja Pärson      | Janica Kostelić   |
| 22.12.2004 | St. Moritz (SUI)     | Tina Maze         | Anja Pärson      | María José Rienda |
| 28.12.2004 | Semmering (AUT)      | Marlies Schild    | Tanja Poutiainen | Elisabeth Görgl   |
| 08.01.2005 | Santa Caterina (ITA) | Tina Maze         | Geneviève Simard | Allison Forsyth   |
| 22.01.2005 | Maribor (SLO)        | Tina Maze         | Karen Putzer     | Martina Ertl      |
| 20.02.2005 | Åre (SWE)            | María José Rienda | Nicole Hosp      | Anja Pärson       |
| 13.03.2005 | Lenzerheide (SUI)    | María José Rienda | Tanja Poutiainen | Nicole Hosp       |

### Slalom
| Datum      | Ort                  | 1. Platz         | 2. Platz         | 3. Platz         |
| ---------- | -------------------- | ---------------- | ---------------- | ---------------- |
| 27.11.2004 | Aspen (USA)          | Janica Kostelić  | Anja Pärson      | Tanja Poutiainen |
| 28.11.2004 | Aspen (USA)          | Tanja Poutiainen | Manuela Mölgg    | Kristina Koznick |
| 12.12.2004 | Zauchensee (AUT)     | Tanja Poutiainen | Marlies Schild   | Janica Kostelić  |
| 29.12.2004 | Semmering (AUT)      | Marlies Schild   | Janica Kostelić  | Tanja Poutiainen |
| 09.01.2005 | Santa Caterina (ITA) | Marlies Schild   | Kristina Koznick | Monika Bergmann  |
| 20.01.2005 | Zagreb (CRO)         | Tanja Poutiainen | Kristina Koznick | Marlies Schild   |
| 23.01.2005 | Maribor (SLO)        | Anja Pärson      | Janica Kostelić  | Tanja Poutiainen |
| 12.03.2005 | Lenzerheide (SUI)    | Sarah Schleper   | Janica Kostelić  | Nicole Hosp      |

### Kombination
| Datum      | Ort                 | 1. Platz        | 2. Platz    | 3. Platz     |
| ---------- | ------------------- | --------------- | ----------- | ------------ |
| 27.02.2005 | San Sicario (ITA) * | Janica Kostelić | Anja Pärson | Emily Brydon |

## Nationencup
| Rang | Land                   | Punkte |
| ---- | ---------------------- | ------ |
| 1    | Österreich             | 14389  |
| 2    | Vereinigte Staaten     | 6093   |
| 3    | Italien                | 4600   |
| 4    | Schweiz                | 3697   |
| 5    | Schweden               | 3013   |
| 6    | Deutschland            | 2870   |
| 7    | Kanada                 | 2589   |
| 8    | Frankreich             | 2475   |
| 9    | Kroatien               | 1933   |
| 10   | Norwegen               | 1755   |
| 11   | Finnland               | 1737   |
| 12   | Slowenien              | 1034   |
| 13   | Liechtenstein          | 516    |
| 14   | Spanien                | 408    |
| 15   | Japan                  | 273    |
| 16   | Tschechien             | 199    |
| 17   | Slowakei               | 185    |
| 18   | Vereinigtes Königreich | 123    |
| 19   | Argentinien            | 14     |
| 19   | Polen                  | 14     |
| 21   | Andorra                | 13     |
| 22   | Serbien und Montenegro | 9      |
| 23   | Australien             | 1      |

| Rang | Land                   | Punkte |
| ---- | ---------------------- | ------ |
| 1    | Österreich             | 8474   |
| 2    | Vereinigte Staaten     | 3157   |
| 3    | Italien                | 2947   |
| 4    | Schweiz                | 2704   |
| 5    | Norwegen               | 1594   |
| 6    | Kanada                 | 1433   |
| 7    | Frankreich             | 1028   |
| 8    | Schweden               | 1027   |
| 9    | Deutschland            | 612    |
| 10   | Finnland               | 606    |
| 11   | Liechtenstein          | 516    |
| 12   | Slowenien              | 359    |
| 13   | Japan                  | 269    |
| 14   | Kroatien               | 263    |
| 15   | Vereinigtes Königreich | 93     |
| 16   | Tschechien             | 14     |
| 17   | Andorra                | 13     |
| 18   | Australien             | 1      |

| Rang | Land                   | Punkte |
| ---- | ---------------------- | ------ |
| 1    | Österreich             | 5915   |
| 2    | Vereinigte Staaten     | 2936   |
| 3    | Deutschland            | 2258   |
| 4    | Schweden               | 1986   |
| 5    | Kroatien               | 1670   |
| 6    | Italien                | 1653   |
| 7    | Frankreich             | 1447   |
| 8    | Kanada                 | 1156   |
| 9    | Finnland               | 1131   |
| 10   | Schweiz                | 993    |
| 11   | Slowenien              | 675    |
| 12   | Spanien                | 408    |
| 13   | Tschechien             | 185    |
| 13   | Slowakei               | 185    |
| 15   | Norwegen               | 161    |
| 16   | Vereinigtes Königreich | 30     |
| 17   | Argentinien            | 14     |
| 17   | Polen                  | 14     |
| 19   | Serbien und Montenegro | 9      |
| 20   | Japan                  | 4      |

## Saisonverlauf

### Weltcup-Entscheidungen
Damen: Der Gesamtweltcup wurde im letzten Rennen, dem Riesenslalom von Lenzerheide, entschieden: Anja Pärson hatte vor diesem Rennen 1359 Punkte, Janica Kostelić 1324 Punkte. Nach dem ersten Durchgang lag Pärson an fünfter und Kostelić an sechster Stelle. Im zweiten Durchgang startete daher Kostelić als erste der beiden, fiel aber hinter drei vor ihr gestartete Läuferinnen zurück. Die unmittelbar nach ihr gestartete Pärson erzielte nach einem schweren Fehler die schlechteste Laufzeit des zweiten Durchgangs. Da die vier nach dem ersten Durchgang voranliegenden Läuferinnen (María José Rienda als Halbzeitführende und damit Letzte dieses Quartetts) alle vor Kostelić blieben, wurde diese Achte und erhielt 32 Punkte, Pärson blieb als 17. ohne Punkte. Wäre Kostelić Siebte geworden, hätte sie 36 Punkte erhalten und den Weltcup gewonnen. Es war dies bis zur Saisonentscheidung 2010/11 der knappste jemals erreichte Vorsprung bei den Damen.
Herren: Die Gesamt-Entscheidung lief immer mehr auf ein Duell Bode Miller contra Benjamin Raich hinaus. Dem Pitztaler gelang es zwar in Kranjska Gora mit dem Sieg im Riesenslalom und Rang 3 im Slalom 160 Punkte aufzuholen (Miller schied beides Mal im 2. Durchgang aus), und wenngleich Raich im Super-G am 6. März in Kvitfjell mit Rang 4 um einen Platz besser als Miller aufschien, so schaffte sich Miller in den Speedrennen beim Finale in Lenzerheide den praktisch sicheren Vorsprung. Die Ausgangslage vor Lenzerheide lautete 1348 zu 1296 Punkte für Miller, nach Rang 2 in der Abfahrt und Sieg im Super-G gegenüber jeweils Rang 11 von Raich veränderte sich dies auf 1528 zu 1344. Daher genügte Miller im Riesenslalom bereits eine Platzierung unter den Top 15 (und außerdem hätte Raich, der sich zumindest mit den Siegen in den Disziplinenwertungen Riesenslalom, Slalom und Kombination trösten konnte, gewinnen müssen). In der Super-G-Wertung entriss Miller mit dem Sieg am 11. März auch noch den schon sicher geglaubten Erfolg von Hermann Maier, der zwar nur 0,39 s Rückstand aufwies, aber in diesem knappen Rennen nur Rang 9 belegte.

### Verletzungen
- Nach einem Sturz am 26. September 2004 beim Super-G-Training in Sölden, bei dem er sich einen „unverschobenen“ Bruch des linken Schienbeinkopfes zugezogen hatte, stieg Christian Mayer zwar vorerst wieder in den Weltcup ein (er startete ein zwei Riesenslaloms, wobei er sich bei jenem in Val-d’Isère als 31. nicht für den zweiten Durchgang qualifizieren konnte und beim nächsten in Alta Badia mit Rang 26 auch keinen Anschluss an seine Form fand), worauf der ÖSV am 20. Dezember entschied, dass der Kärntner in der weiteren Saison kein Rennen mehr fährt, sondern den Verletztenstatus in Anspruch nimmt.
- Maria Riesch erlitt vorerst am 23. November eine Schulterverletzung, die sie zu einer Rennpause zwang, ehe sie mit Rang 3 beim Super-G in St. Moritz wieder ein Spitzenresultat erzielte. Doch am 12. Januar verletzte sie sich beim Super-G in Cortina d’Ampezzo erneut, sie hatte sich einen Riss des vorderen Kreuzbandes im rechten Knie zugezogen, wurde am 24. Januar operiert und fiel für die weitere Saison aus.
- Josef Strobl hatte erst am 12. November 2004 sowohl durch die FIS als auch den ÖSV die Startberechtigung für Slowenien erhalten, jedoch verletzte er sich am 25. November bei einem Abfahrtstraining in Lake Louise und erlitt einen Kreuzbandriss im rechten Knie. Damit fiel er für die weitere Saison aus.
- Sein Karriereende musste Daniel Défago, der jüngere Bruder von Didier, am 3. Dezember bekanntgeben: Der ehemalige Junioren-Weltmeister hatte sich von Knieverletzung nicht mehr erholt.
- Am 3. Dezember kam es auch zu einer Verletzung von Mélanie Suchet in der ersten Abfahrt in Lake Louise: es war nur ein unscheinbarer „Wackler“, sie klassierte sich auf Rang 46. Doch es handelte sich um einen Abriss der Patellasehne; die Französin teilte am 10. Dezember mit, ihre Karriere beenden zu wollen; am 13. Dezember wurde sie in Lyon operiert.
- Der Sturz am 7. Dezember im Super-G in Beaver Creek bedeutete letztlich das Karriere-Ende für Franco Cavegn (Kreuzbandriss und Knorpelschaden rechts und Innenbandzerrung im linken Knie). Am 30. September 2005 gab Cavegn seinen Rücktritt bekannt. Er hatte es im Sommer wieder mit Skitraining versucht, war aber nie beschwerdefrei.
- Brigitte Obermosers Sturz beim Einfahren für den Super-G in Zauchensee (11. Dezember), wobei das vordere Kreuzband im rechten Knie gerissen und auch eine Seitenband-Verletzung gegeben war (auch der Meniskus hatte sich vom Band gelöst, war aber unversehrt geblieben). Sie konnte die Verletzung zwar mit alternativmedizinischen Methoden in den Griff bekommen, jedoch danach keine Spitzenresultate erzielen (Rang 15 im Super-G in Cortina d’Ampezzo am 12. Januar war noch das beste), so dass sie am 24. Januar ihren Verzicht für die Weltmeisterschaften in Bormio mitteilte. Ein Spitzenresultat gelang ihr erst mit dem Super-G-Sieg am 14. April bei den österreichischen Meisterschaften.
- Am 4. Januar zog sich Didier Cuche beim Riesenslalom-Training in Adelboden einen «isolierten» Kreuzbandriss im rechten Knie zu (er wurde am 18. Januar in Lausanne erfolgreich operiert; die Saison war für ihn damit beendet).
- Am 7. Januar beschloss Catherine Borghi, ihre Weltcup-Saison abzubrechen; sie hatte sich nicht von ihrem in Zauchensee erlittenen Knochenriss am linken Handgelenk erholt.
- Am 20. Januar wurde das Training für die Kitzbühel-Abfahrt nach dem schweren Sturz von Thomas Graggaber (er trug die Start-Nr. 31) abgebrochen; Graggaber erlitt eine Rippenserienfraktur und eine schwere Schulterverletzung, ferner wurde die Lunge von den gebrochenen Rippen beschädigt (Pneumothorax); er wurde zunächst in das Krankenhaus Kitzbühel geflogen.
- Karin Blaser zog sich am 24. Januar beim Riesenslalom-Training am Nassfeld einen Knöchelbruch zu und wurde noch am Abend in Graz operiert.
- Am 25. Februar erlitt Jürg Grünenfelder bei einem Sturz beim Super-G-Training in Lenzerheide einen Bruch des linken Schien- und Wadenbeins, was ihn zu einer Pause von mindestens vier Monaten zwang; er wurde noch am gleichen Tag im Churer Kantonsspital operiert und die Fraktur wurde mit Nägeln fixiert. Grünenfelder hatte schon im Sommertraining 2000 in Südamerika eine schwere Knieverletzung erlitten. Damals hatte er sich, ebenfalls am linken Bein, die Kniescheibe gebrochen und den Knorpel beschädigt.
- Nach Saisonschluss erlitt am 6. April noch Nadja Kamer in Hoch-Ybrig beim freien Skifahren, das sie als Riesenslalom-Training betrachtete, einen Kreuzbandriss

### Erwähnenswertes
- Die Schweizer Damen blieben ohne Podestplatzierung, die Herren sieglos.
- Bode Millers Super-G-Sieg am 28. November in Lake Louise bedeutete, dass er den kleinen Kreis von bislang erst vier Herren erweiterte, die in allen Disziplinen ein Weltcuprennen gewonnen hatten (Pirmin Zurbriggen, Marc Girardelli, Günther Mader, Kjetil André Aamodt). Außerdem wurde er in einer weiteren Rekordliste alleinige Nummer eins, denn drei Siege eines Athleten in den ersten drei Rennen hatte es in der Weltcup-Geschichte der Herren noch nie gegeben. Mit dem Sieg am 13. Dezember im Slalom in Sestriere avancierte er zum erst zweiten Athleten (nach Girardelli 1988/89) der Weltcup-Geschichte, der in einer Saison Weltcup-Siege in den vier Disziplinen Abfahrt, Super-G, Riesenslalom und Slalom gefeiert hat (und er benötigte nur 16 Tage, um in allen vier Disziplinen Weltcup-Triumphe einzufahren – zum Vergleich hatte „Gira“ 72 Tage für diese historische Leistung benötigt).
- Lake Louise wurde eine Woche später nochmals für den US-Skiverband ein Meilenstein, denn mit ihrem Premierensieg bei der Abfahrt am 3. Dezember (sie trug die Nr. 17) gab es den ersten Weltcupsieg für Lindsey Kildow (sie leitete auch ihre unübertreffliche Lake-Louise-Serie ein). Da an diesem 3. Dezember auch Bode Miller die Abfahrt in Beaver Creek gewann, geschah es erstmals seit 11. März 1995, dass es zwei US-Abfahrtssiege an einem Tag gab (damals Picabo Street in Lenzerheide und Kyle Rasmussen in Kvitfjell) – und die „US-Doppel“-Premiere war auch darin gegeben, dass mit dem nunmehrigen Miller-Sieg vor Daron Rahlves erstmals zwei US-Läufer in einer Weltcup-Abfahrt am Podium standen.
- Benjamin Raich wurde mit 189 Punkten „Punktekönig“ in Beaver Creek.
- Die Abfahrtsweltmeisterin von 2003, Mélanie Turgeon, beschloss am 6. Januar, in der weiteren Saison wegen «zu schwacher Form» nicht mehr zu starten. Die Absicht, sich für die kommende Saison wieder aufzubauen, wurde nicht realisiert, sie gab am 6. Oktober 2005 ihren endgültigen Rücktritt bekannt.
- Santa Caterina stand schon über einen Monat vor den für dort geplanten Damenrennen bei den Weltmeisterschaften unerwartet für vier Tage als Ersatzort im Weltcup im Mittelpunkt: Zuerst waren es am 6./7. Januar zwei Abfahrten, die von Val-d’Isère hierher verlegt wurden, dann ein Riesenslalom und Slalom als Ersatz für Berchtesgaden.
- Die Premierensiege durch Max Rauffer in der Gröden-Abfahrt und Alois Vogl im Wengen-Slalom beendeten eine längere Phase der Sieglosigkeit der DSV-Herren. Rauffer, der erst der vierte Deutsche war, der zugleich den sechsten Sieg eines DSV-Läufers in einer Abfahrt vollzog, gewann erstmals seit Markus Wasmeier (11. Januar 1992 in Garmisch-Partenkirchen); Franz Vogler und Sepp Ferstl waren die übrigen Sieger gewesen. – Vogl wurde „Nachfolger“ von Armin Bittner (12. Januar 1991 in Schladming); er war ebenfalls erst der vierte Deutsche mit einem Slalomsieg, und es war der bislang 15. Slalomsieg der DSV-Herren (nach 7 von Christian Neureuther, 6 von Armin Bittner und einem von Peter Roth).
- Weiters gewannen auch Hans Grugger und Ingrid Jacquemod erstmals in ihrer Karriere, wobei es sich bei Jacquemod ergab, dass sie, die aus Val d’Isère stammt, ausgerechnet in Santa Caterina die Val d’Isère-Ersatzabfahrt gewann.
- Thomas Grandi's Premierensieg im Riesenslalom von Alta Badia am 19. Dezember bedeutete gleichzeitig den ersten Weltcupsieg für Kanadas Herren in einem technischen Bewerb.
- Auch Massimiliano Blardone kam am 11. Januar beim Riesenslalom in Adelboden zu seinem ersten Sieg in einem Weltcuprennen.
- Kristian Ghedina bestritt am 29. Dezember in Bormio seine 151. Weltcup-Abfahrt (belegte Rang 21); er löste damit Peter Wirnsberger (150 Abfahrten) als Nummer eins der ewigen Bestenliste ab.
- Hans Knauß wurde ab 27. November 2004 nachträglich wegen Dopings für 18 Monate gesperrt, womit seine bisher erzielten Resultate gestrichen, die Ergebnislisten angepasst wurden. Die Knauß-Resultate waren: Rang 5 Riesenslalom Sölden, Rang 4 Abfahrt und Rang 8 Super-G Lake Louise, Rang 13 Super-G, Rang 6 Abfahrt und Rang 16 Riesenslalom Vail, Rang 6 Super-G Gröden. Zu diesem Zeitpunkt führte Bode Miller in der Gesamt-Weltcup-Wertung vor Benjamin Raich, die Bereinigung brachte eine minimale Verkürzung der Differenz von 31 auf 29 Punkte. Diese Sperre bedeutete für Knauß sein ungewolltes vorzeitiges Karriereende, denn seine Einsprüche wurden abgewiesen – und ein Zuwarten bis zum Ablauf der Sperre, womit er sein angestrebtes letztes sportliches Ziel, die Olympischen Winterspiele 2006, verpasste, hatte für ihn keinen Sinn.
- Andreas Schifferer vollzog gleich zwei Markenwechsel bei seinen Skiern: erst am 24. Mai war er von «Atomic» per unbefristeten Vertrag zu «Rossignol» gegangen, jedoch in der laufenden Saison stieg er auf «Fischer» um.
- Renate Götschl feierte den 100. Abfahrts-Weltcupsieg für die ÖSV-Damen am 15. Januar in Cortina d’Ampezzo – damit gewann sie auch gleich die bisher drei diesjährigen Cortina-Rennen, jedoch die Einmaligkeit eines vierten Sieges in einer weiteren Abfahrt am 16. Januar wurde ihr durch ihre Teamkollegin Michaela Dorfmeister verwehrt.
- Die Piste „Crveni Pust“ in Zagreb erlebte am 20. Januar mit einem Nachtslalom ihre Weltcup-Premiere.
- Manfred Pranger behielt als Führender nach dem ersten Lauf diesmal die Nerven und konnte am 23. Januar in Kitzbühel seinen ersten Weltcuperfolg mit dem Slalomsieg erringen.
- Der Super-G in Kitzbühel konnte erst am 24. Januar gefahren werden; der ursprüngliche Termin 21. Januar konnte wegen der Schneefälle und des Sturms nicht gehalten werden. Die Abfahrt musste gänzlich abgesagt werden und wurde am 18. Februar in Garmisch-Partenkirchen nachgetragen. – Mit den diesjährigen Rennen trat Toni Sailer nach zwanzigjähriger Tätigkeit als Rennleiter bei den Hahnenkammrennen zurück.
- Beim Nachtslalom in Schladming am 25. Januar gab es Probleme mit der Zeitnehmung, wonach die Resultate des ersten Laufes bei Giorgio Rocca und Manfred Pranger zu deren Ungunsten um 0,50 bzw. 0,59 s korrigiert wurden. Diese Prozedur brachte eine Startverschiebung des zweiten Laufes um eine halbe Stunde. Rocca blieb trotz dieser Korrektur zwar Führender, beging aber im zweiten Durchgang knapp vor dem Ziel einen schweren Fehler, der ihn auf Gesamtrang 21 zurückwarf (Sieger wurde Pranger). Einen Protest des italienischen Verbandes lehnte die FIS am 7. Februar ab. Für die unrichtige Zeitnahme wurde eine Einflussnahme von außen durch ein gezieltes Blitzlicht vermutet.
- Beim Kitzbühel-Abfahrts-Nachtrag am 18. Februar gelang es Michael Walchhofer, erstmals in Garmisch-Partenkirchen zu siegen und die ihm immer wieder zum Verhängnis gewordene (und zur «Walchhofer-Kurve» umgetauften) «FIS-Schneise» kurz vor dem Ziel zu bezwingen; da er auch anderntags gewann, war es hier erst das zweite Mal nach Roland Collombin 1973, dass es einen «Doppelsieger» gab; Walchhofer war zudem der 16. Skifahrer, der eine Doppel-Abfahrt gewinnen konnte.
- María José Rienda gelang beim Riesenslalom in Åre der erste Weltcupsieg (für Spanien der erste Sieg seit Blanca Fernández Ochoa am 1. Dezember 1991 beim Slalom in Lech); für „swiss ski“ war es andererseits ein weiterer Tiefpunkt, welches keine Dame in den 2. Durchgang brachte.
- Am 21. Februar gab Paul Accola seinen sofortigen Rücktritt bekannt.
- Anja Pärson gewann in San Sicario am 25. Februar erstmals (nach dem Weltmeisterschafts-Sieg) auch einen Weltcup-Super-G und einen Tag später erstmals eine Abfahrt (mit Nr. 34) und wies damit in einer Saison Siege in vier verschiedenen Disziplinen auf. Zudem war sie neben Petra Kronberger und Pernilla Wiberg erst die dritte Läuferin mit Siegen in Slalom, Riesenslalom, Super-G und Abfahrt.
- Hermann Maier gelang am 6. März nun sein offizieller 50. Weltcupsieg mit dem Erfolg beim Super-G in Kvitfjell (er selbst zählte seinen aberkannten Riesenslalomsieg vom 14. Dezember 1997 in Val d’Isère mit).
- Beim Finale in Lenzerheide gab es noch zwei weitere Premierensiege: Stephan Görgl mit dem Riesenslalom-Sieg, Sarah Schleper mit dem Slalom-Sieg.
- Zu diesem Finale konnten die Schweizer Damen sowohl im Super-G als auch Riesenslalom keine Läuferin stellen, da sie sich nicht in den erforderlichen Top 25 der Weltcup-Rangliste aufschienen.
- Recht spät, nämlich erst am 14. September 2005, gab auch Florian Eckert seinen Rücktritt bekannt; noch später, nämlich am 11. Oktober, entschied sich auch Max Rauffer gegen eine Fortsetzung seiner Karriere.

### Karriereende
| Herren - Paul Accola - Florian Eckert - Hans Knauß - Mitja Kunc - Uroš Pavlovčič - Max Rauffer - Tom Stiansen | Damen - Sabine Egger - Regina Häusl - Selina Heregger - Corinne Imlig - Carina Raich - Mélanie Suchet - Mojca Suhadolc - Mélanie Turgeon |